# Рассвет (Magic: The Gathering)
Рассвет — сет-дополнение к игре Magic: The Gathering, имевший рабочее название «Butter». Это 44 выпуск Магии, имеющий экспертный уровень. Релиз сета состоялся 1 февраля 2008 года, а пререлизные мероприятия прошли по всему миру двумя неделями ранее, 19 и 20 января.
Рассвет продолжает тему Лорвина, сфокусировавшись на пяти основных классах (Солдаты, Шаманы, Чародеи, Воины и Бродяги) и немного на других племенах (Друиды, Лучники, Рыцари, Священники и Убийцы) в сочетании с восемью расами Лорвина (Кискены, Мерфолки, Феи, Элементали, Гоблины, Гиганты, Лесовики и Эльфы).
Три новые механики сета:
- Мародёрство (Prowl) — статическая способность, присутствующая только у карт с подтипом существа (Существ или Племенных). Она означает: «Вы можете разыграть эту карту за её стоимость Мародерства, если в этом ходу вы нанесли игроку боевые повреждения с помощью существ с таким же подтипом, как и этой карты.»
- Укрепление (Reinforce) — активируемая способность, разыгрываемая из руки. Укрепление X — [Стоимость] означает: «[Стоимость], Сбросьте эту карту: Положите X жетонов +1/+1 на целевое существо.»
- Сходство (Kinship) — срабатывающая способность, означающая: «В начале вашего шага поддержки вы можете посмотреть верхнюю карту вашей библиотеки. Если у неё есть такой же тип существа, как у этой карты, вы можете её показать. Если вы это делаете, то происходит эффект, указанный на карте.»

Вместе с набором были выпущены четыре готовые колоды:
- «Battalion» (Бело-синяя)
- «Going Rogue» (Сине-чёрная)
- «Shamanism» (Бело-чёрно-зелёная)
- «Warrior’s Code» (Красно-зелёная)